# Torrealta (Valencia)
Torrealta, antigua Torre Somera, es una pedanía del municipio de Torrebaja, en la comarca del Rincón de Ademuz, provincia de Valencia (Comunidad Valenciana, España).
La población se halla en el extremo septentrional de la comarca, margen izquierda del río Turia.

## Historia
Originalmente Torrealta formó parte del Término General de Ademuz, villa de dominio real. En el siglo XVI se constituyó en mayorazgo, bajo patrocinio de los Garcés de Marcilla: a finales del siglo XVII poseía 20 casas, siendo «primer lugar de nuestro reino, junto a Ademuz entre Aragón y Castilla», propiedad de don Andrés de Marcilla (1680). El territorio del señorío, se hallaba bajo la jurisdicción de Ademuz, constando que a finales del siglo XVIII (1769) sus regidores todavía ejercían el derecho de «visita de cárcel», por hallarse bajo su jurisdicción criminal. Tras su segregación de Ademuz, se constituyó en ayuntamiento independiente, aunque su independencia duró poco, ya que por la Ley de organización y atribuciones de los Ayuntamientos de 8 de enero de 1845, y la Real Orden de 25 de enero de 1845, que establecía la supresión de todos aquellos ayuntamientos que no superasen los 30 vecinos, esto es, unos 150 habitantes, tuvo que agregarse al más próximo, que era Torrebaja.-
Constituido como calle-pueblo, su importancia relativa provino de estar situado en el trazado del Camino Real de Aragón a Castilla –«Camino Viejo de Ademuz a Teruel», por esta parte-, lugar de paso obligado de gentes y mercancías.
No obstante la supresión de los señoríos y mayorazgos durante el Trienio Liberal (1820-1823), los Garcés de Marcilla estuvieron presentes en Torrealta hasta principios del siglo XX, momento en que el barón de Andilla vendió las casas y tierras que poseía en el lugar a los colonos que las cultivaban. La compraventa se acordó en treinta mil pesetas, pero los aparceros, pensando que el Barón no podría presentar los títulos de propiedad, se negaron a los pagos, razón por la que fueron llevados ante los tribunales. La sentencia fue favorable al Barón, que entonces propuso otra oferta menos ventajosa, estimada en cuarenta y siete mil quinientas pesetas, «sin incluir la masada de Altamira, ni la Iglesia del pueblo, con sus escasas tierras que quedaron para el mantenimiento del culto». Concordadas las partes se hizo una escritura mancomunada, de forma que cada colono se quedó con la casa y tierras que venía cultivando en arriendo. Consta que el barón de Andilla perdonó a sus antiguos aparceros el último plazo de la compraventa, estimada en dos mil quinientas pesetas.

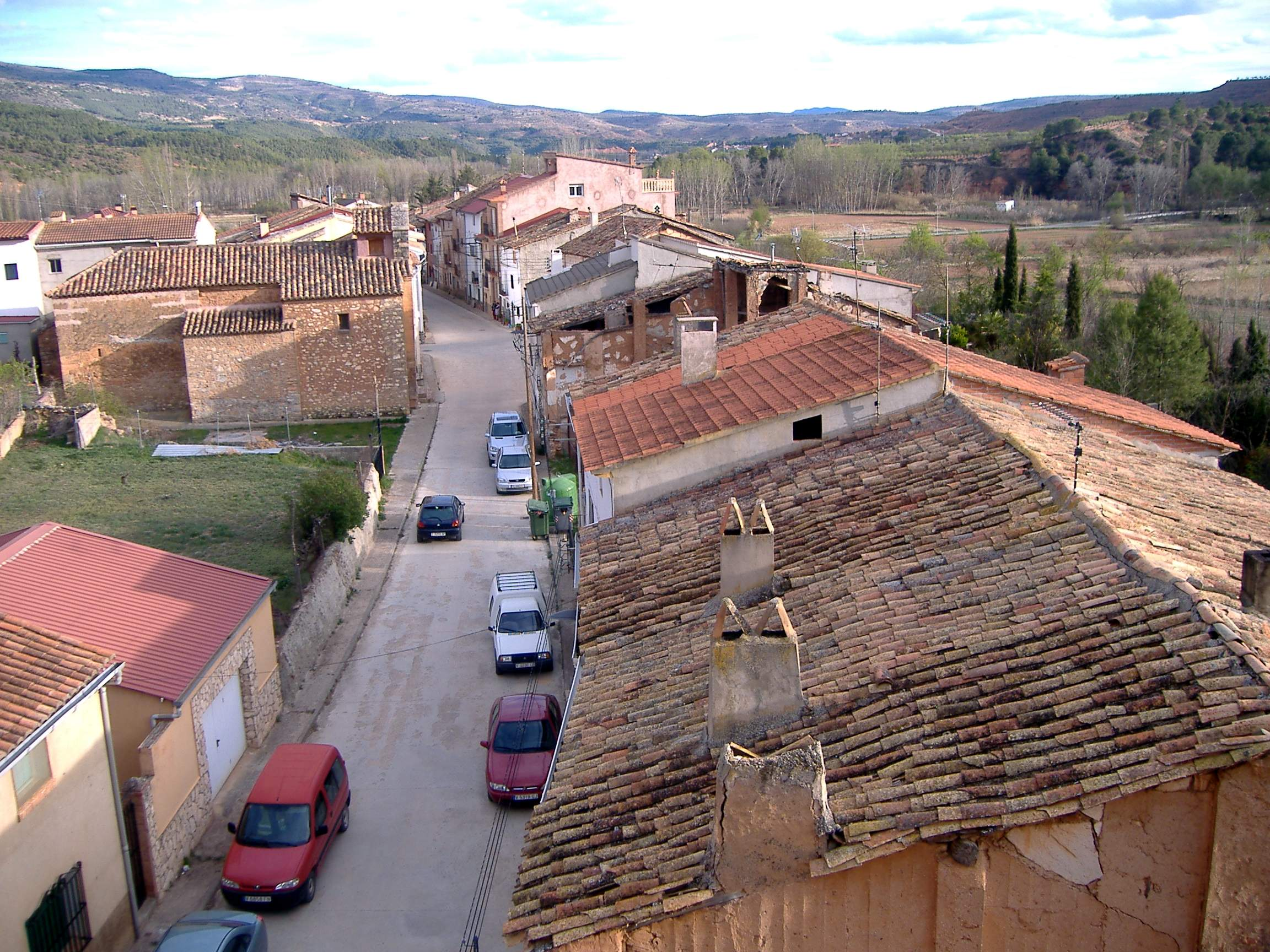
Vista de la calle del Remedio de Torrealta desde el Torreón, con detalle de la iglesia parroquial (2012).

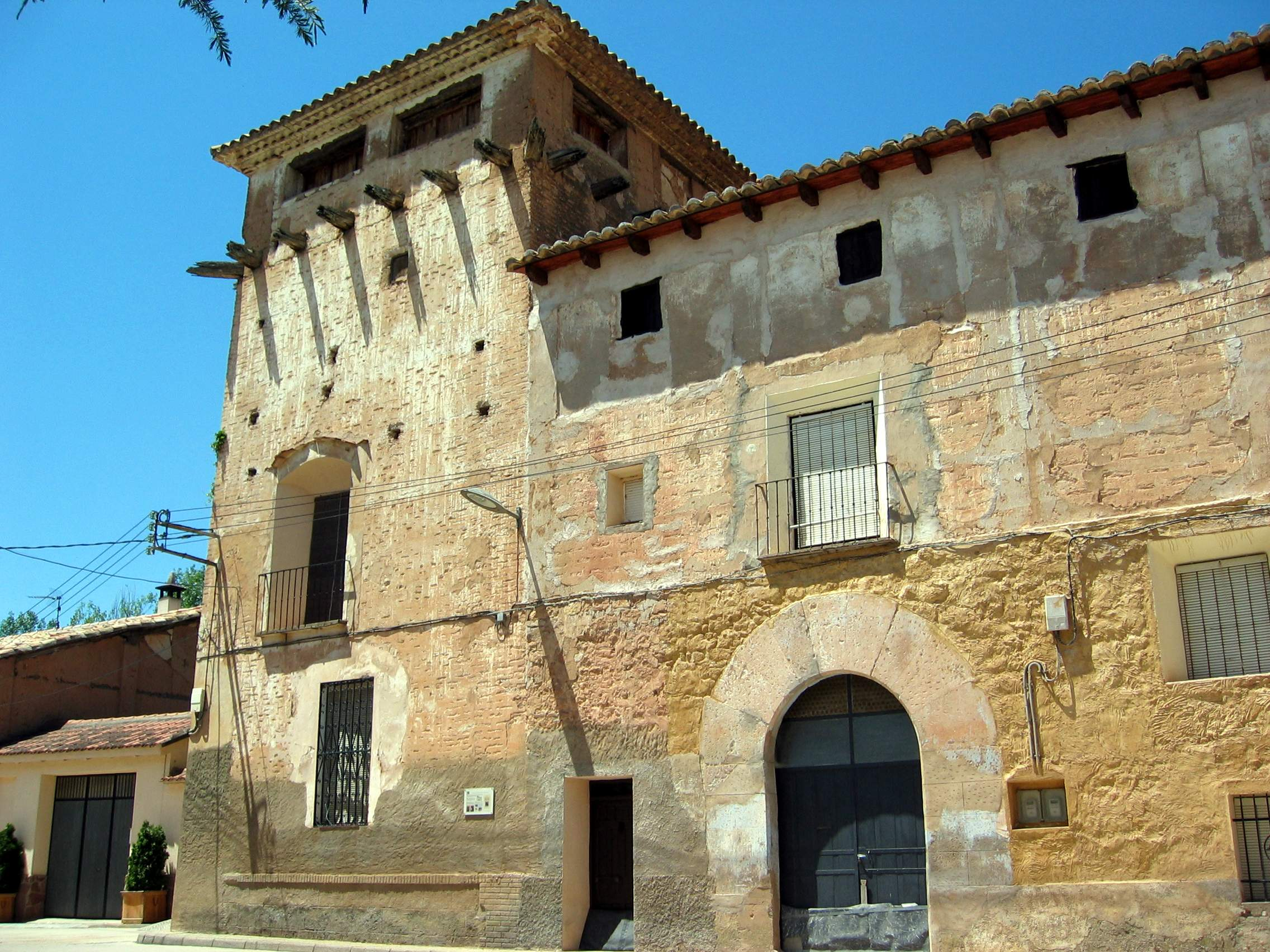
Vista frontal (oriental) de la Casa Grande y torreón de los Garcés de Marcilla en Torrealta.

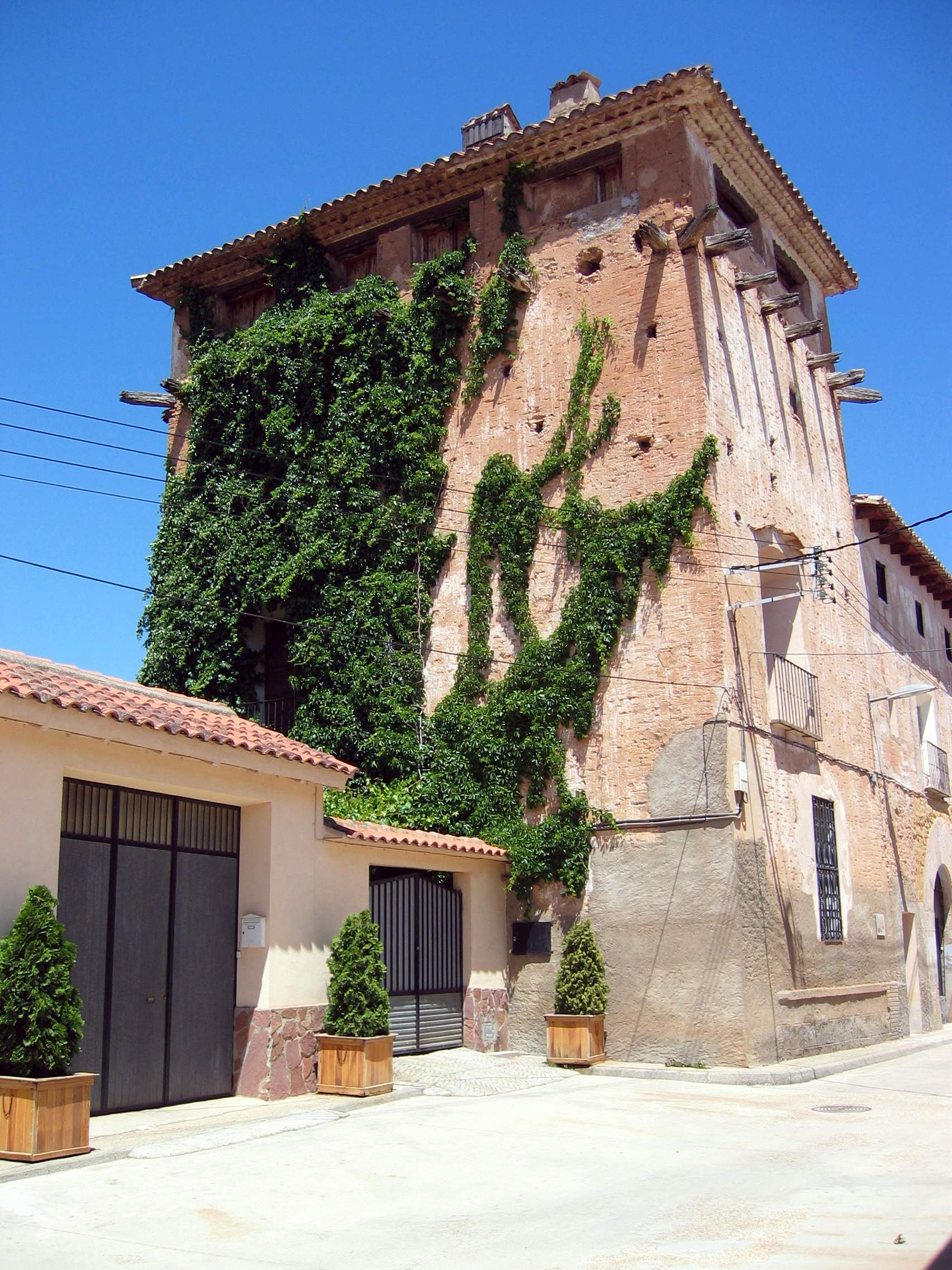
Vista surorienta del torreón de los Garcés de Marcilla en Torrealta.

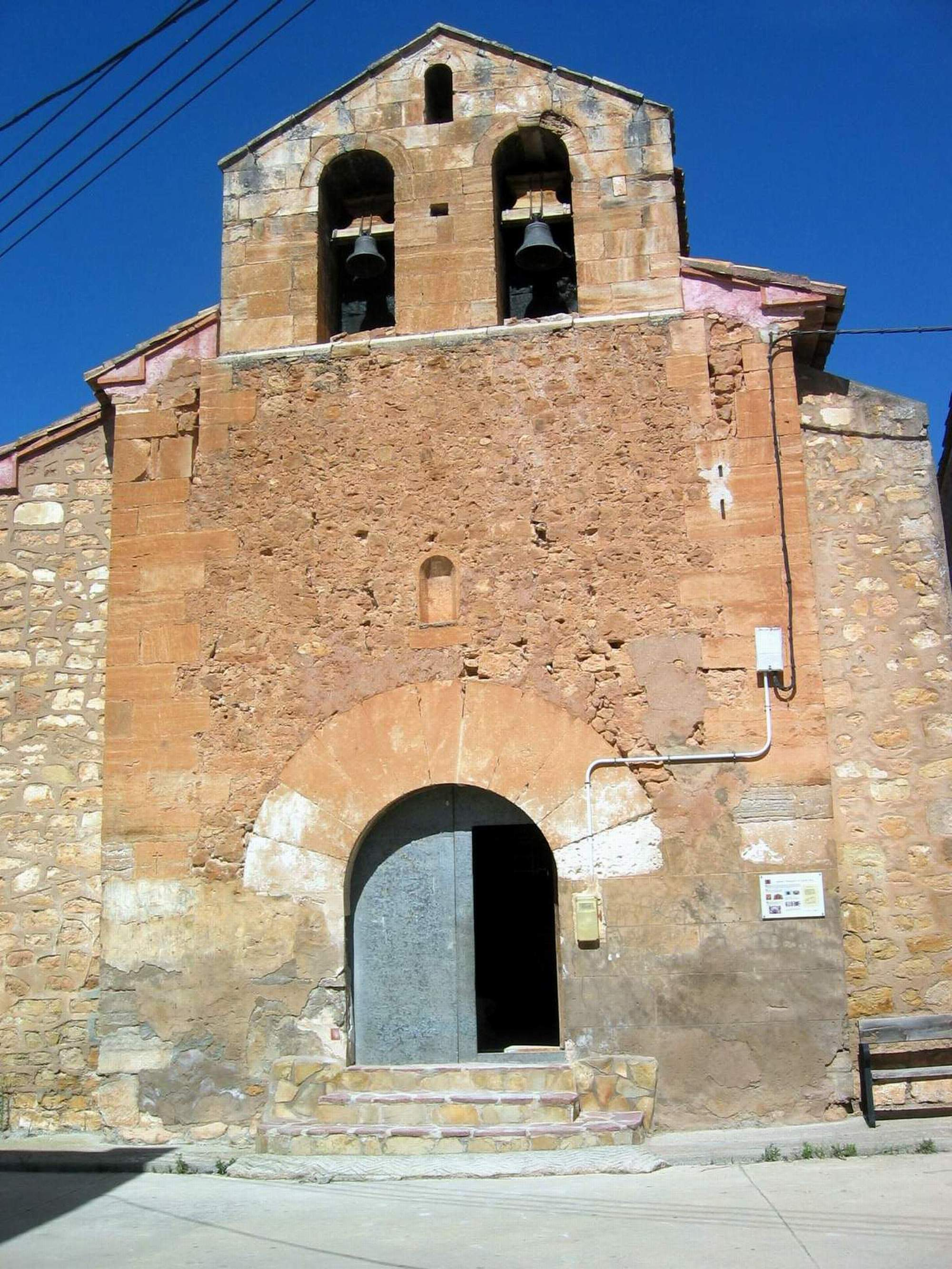
Fachada frontal (occidental) de la iglesia parroquial de Torrealta.

## Lugares de interés
- Casa señorial de los Garcés de Marcilla. Edificio que data del siglo XV y que constituyó la residencia de los señores de Torrealta. El conjunto se halla formado por dos partes bien diferenciadas -la Casa Grande propiamente dicha y el Torreón anexo-: El edificio está orientado de este a oeste, con la casa señorial adosada por la fachada norte, y posee pocas aberturas, con la excepción de las ubicadas en la parte alta, bajo el alero: cuatro en las fachadas mayores (norte y sur) y dos en las menores (este y oeste), todas ellas apaisadas y dispuestas en línea (representando la andana). Tiene la entrada en la planta baja de la fachada meridional, a la que se accede desde un patio interior, sobre el que recae un balcón acampanado (con más luz en el paramento externo), similar a otro abierto en la delantera, por encima de una ventana (abierta con posterioridad en la primera planta) que mira la plaza del lugar, donde tiene otra pequeña puerta de acceso, que es la utilizada habitualmente.[7]
- Iglesia de Santa Ana. Pequeño templo del siglo XVI (1518), que constituye la iglesia parroquial de Torrealta.[8] Se trata de un edificio en estilo gótico-mudéjar con añadidos renacentistas recientemente restaurado con el patrocinio de la Facultad de Historia del Arte de la Universidad de Valencia (2014-2018),[9] cuya fachada principal mira a la calle del Remedio.
- Cementerio local, de origen parroquial, está ubicado en la partida de El Plano, cerrito situado por encima del caserío, al sureste de la población: se trata de un recinto rectangular, orientado de este a oeste, ubicado en la partida del Llano, término de Ademuz –sucede lo que sucedía con el de Torrebaja antes de la agregación del barrio de Los Pajares, que se hallaba en Los Llanos, término de Castielfabib-. El de Torrealta posee tapias de mampostería, encaladas al exterior y cubiertas de tejas en su parte alta formando canal, de las que sobresalen las copas oscuras de los cipreses. La entrada está formada por una verja de hierro con dos hojas y una cruz en medio, enmarcadas por dos pilones con arco.[10]